# Squatina australis
Lo squalo angelo australiano (Squatina australis Regan, 1906) è uno squalo appartenente alla famiglia Squatinidae, trovato nelle acque subtropicali dell'Australia settentrionale e del Nuovo Galles del Sud, a latitudini che oscillano tra 18°s 41 °s.

## Descrizione
Lo squalo angelo australiano ha un corpo appiattito, due pinne pettorali ampie e triangolari brune, il muso è dotato di un paio di barbigli, ognuno dei quali è posizionato a circa due centimetri di distanza dagli occhi, le pinne dorsali sono rossastre, mentre la pinna caudale e'relativamente piccola. Questo squalo angelo raggiunge il metro e mezzo di lunghezza, e può arrivare a pesare fino a 30 chili.

## Distribuzione e habitat
Lo squalo angelo australiano è presente nella piattaforma continentale nel sud dell'Australia, nell'Australia occidentale, in Tasmania e nel Nuovo Galles del sud, ad una profondità di circa 130 metri. Piccole popolazioni di questa specie sono sparse anche vicino alle scogliere, e sui fondali sabbiosi a sargassi.

## Comportamento
Durante il giorno questa specie sta semi nascosta nel fondale marino a riposo, la caccia ha inizio di notte. La sua dieta e'composta da molluschi, crostacei e plancton; quando una di queste prede si avvicina lo squalo lo risucchia allargando la bocca. La riproduzione è ovovipara, gli embrioni si sviluppano nell'ovidotto. Dopo un periodo di gestazione di circa quattro mesi le uova che possono essere più di trenta si schiudono, e i piccoli vengono alla luce.

## Conservazione
La IUCN inserisce questo taxon nella lista delle specie in pericolo, assegnandoli lo stato LC (a rischio minimo), questo perché la popolazione è in rapida crescita. In passato questa specie veniva pescata con reti a strascico, ed era considerata una prelibatezza. Oggi la pesca di frodo di questo pesce è severamente vietata, e chi la pratica riceve una multa di cento dollari.